# Султан-шах
Султан-шах (*бл. 1108 — бл. 1125) — останній султан Алеппо в 1114—1117 роках.

## Біографія
Походив з династії Сельджукидів. Молодший син Радвана, султана Алеппо і Сирії. Народився близько 1108 року. У 1113 році помер його батько, а у 1114 році було вбито старшого брата Алп-Арслана. Після цього впливовий євнух Бадр ад-Дін Лулу аль-Яя посадив на трон малолітнього Султан-шаха, від імені якого став панувати.
У 1114 році Лулу вступив в союз з Рожером Салернським, регентом Антіохії, Тугтегіном, еміром Дамаску, Іль-Газі Артукідом, атабеком Мардину, Балдуїном, графом Едесси, проти Мухаммеда I, султана Великих Сельджуків, що мав намір підкорити Сирію. У вирішальній битві при Телль Даніфе сельджуцьке військо зазнало поразки. Втім, внесок Лулу був номінальним, оскільки війська Алеппо не брали участі у битві, хоча й не допомогли війську Великого Сельджука. Така політика з огляду на те, що формально правлячою династією в Алеппо були Сельджукиди, викликала невдоволення.
Бадр аль-Дін Лулу втратив підтримку знаті й урешті-решт був убитий власними охоронцями, а владу захопив євнух Ярукташ, що розпочав війни з Мардином, Мосулом та Дамаском. Користуючись цим, Рожер Салернський очолив експедицію проти султанату, здобув кілька міст і фортець і пограбував передмістя Алеппо. Він зажадав надати своїм лицарям право супроводжувати мусульманські каравани з Алеппо в Мекку і дозволити їм стягувати мито за прохід прочан християнськими землям. Султан-шах вимушений був 1116 року визнати зверхність князя Антіохії.
Поразки у війнах із зовнішніми ворогами, корупція, неможливість стабілізувати внутрішню ситуацію призвели до змови проти Ярукташа, якого було повалено у 1117 році. Владу було передано атабеку Іль-Газі II Артукіду. Останній у 1118 році ув'язнив Султан-шаха, ставши правителем Алеппо. Для підкріплення своїх прав одружився з сестрою Султан-шаха.
Згодом Султан-шаха тримали в різних фортецях, що належали Артукідам. У 1124 році він зумів втекти до Балдуїна II, короля Єрусалиму. Разом з військами Єрусалимського королівства та союзних йому емірів Султан-шах спробував відвоювати Алеппо. Втім, навесні 1125 року в битві з військом Ак-Сонкура аль-Боруджі, атабека Мосула (тому доручено оборону міста), зазнав поразки, й невдовзі загинув. Після цього припиняється історія Сирійський Сельджуків та султанату Алеппо.